# Bruno Latour
Bruno Latour (Beaune, 22 de junho de 1947 – Paris, 9 de outubro de 2022) foi um antropólogo, sociólogo  e filósofo da ciência francês.

## Biografia
Um dos fundadores dos chamados Estudos Sociais da Ciência e Tecnologia (ESCT),  sua principal contribuição teórica - ao lado de outros autores como Michel Callon e John Law - foi o desenvolvimento da teoria ator-rede que, ao analisar a atividade científica, considera tanto os atores humanos como os não humanos, estes últimos devido à sua vinculação ao princípio de simetria generalizada.
Conhecido pelos seus livros que descrevem o processo de pesquisa científica, dentro da perspectiva pós-construtivista que privilegia a interação entre o discurso científico e a sociedade, os de maior destaque são: Jamais Fomos Modernos, Ciência em Ação e Reagregando o Social. Esta posição é crítica tanto ao "internalismo" quanto ao "externalismo" na explicação das práticas científicas, portanto procura uma alternativa ao construtivismo e realismo.
Latour foi doutor em filosofia e professor do Institut d'Etudes Politiques de Paris (Sciences Po). Foi professor da École nationale supérieure des mines de Paris (Mines ParisTech) e da Universidade da Califórnia em San Diego. Em setembro de 2007, Bruno Latour tornou-se diretor científico e vice-diretor da Sciences Po. Atuou também por anos como professor visitante da London School of Economics e da Universidade Harvard.
No ano de 2013 Latour lançou uma pesquisa coletiva sobre os modos de existência, conhecido como AIME (Investigação Sobre os Modos de Existência: Uma Antropologia dos Modernos) acompanhado de um livro impresso, mas que também está disponível no site oficial da pesquisa.

## Linhas de pesquisa
Realizou estudos etnográficos na África e na América, mas sua etnografia mais conhecida foi feita no Laboratório de Neuroendocrinologia do Instituto Salk, na Califórnia. Ela deu origem ao livro Vida de Laboratório, escrito em parceria com o sociólogo inglês Steve Woolgar. Depois, nos anos 80 dedicou-se a outros estudos, principalmente sobre Louis Pasteur e as controvérsias em torno de suas pesquisas na França do século XIX, o qual deu origem ao livro The Pasteurization of France e a diversos artigos. Acompanhou o trabalho da primatóloga Shirley Strum junto aos babuínos na África. Realizou também estudos sobre tecnologia urbana em Paris e acompanhou um grupo de cientistas naturais em uma pesquisa na fronteira da Amazônia com o Cerrado, no Brasil.
No final dos anos 1990, Latour dedicou-se a analisar a ecologia política e sua filosofia, na obra Políticas da Natureza. Ele também publicou duas obras, A Esperança de Pandora e Reagregando o Social, que aprofundam seus conceitos.
Mais recentemente conduziu, junto a alunos da Sciences Po e de um consórcio de universidades europeias, um projeto de mapeamento de controvérsias científicas, dando especial ênfase às controvérsias ambientais.

## Publicações selecionadas

### Livros
- Latour, Bruno; Woolgar, Steve (1986) [1979]. Laboratory life: the construction of scientific facts. Princeton, New Jersey: Princeton University Press. ISBN 978-0-691-09418-2 Originalmente publicado em 1979 em Los Angeles, pela Sage Publications
- Latour, Bruno (1987). Science in action: how to follow scientists and engineers through society. Cambridge, Massachusetts: Harvard University Press. ISBN 978-0-674-79291-3
- —— (1988). The pasteurization of France. Translated by Alan Sheridan and John Law. Cambridge, Massachusetts: Harvard University Press. ISBN 978-0-674-65761-8
- —— (1993). We have never been modern. Translated by Catherine Porter. Cambridge, Massachusetts: Harvard University Press. ISBN 978-0-674-94839-6
- —— (1996). Aramis, or the love of technology. Cambridge, Massachusetts: Harvard University Press. ISBN 978-0-674-04323-7
- —— (1999). Pandora's hope: essays on the reality of science studies. Cambridge, Massachusetts: Harvard University Press. ISBN 978-0-674-65336-8
- —— (2004). Politics of nature: how to bring the sciences into democracy. Translated by Catherine Porter. Cambridge, Massachusetts: Harvard University Press. ISBN 978-0-674-01347-6
- ——; Weibel, Peter (2005). Making things public: atmospheres of democracy. Cambridge, Massachusetts Karlsruhe, Germany: MIT Press ZKM/Center for Art and Media in Karlsruhe. ISBN 978-0-262-12279-5
- —— (2005). Reassembling the social: an introduction to actor-network-theory. Oxford New York: Oxford University Press. ISBN 978-0-19-925604-4
- —— (2010). On the modern cult of the factish gods. Durham, North Carolina: Duke University Press. ISBN 978-0-8223-4825-2
- —— (2010). The making of law: an ethnography of the Conseil d'Etat. Cambridge, UK Malden, Massachusetts: Polity. ISBN 978-0-7456-3985-7
- —— (2013). Rejoicing: or the torments of religious speech. Translated by Julie Rose. Cambridge, UK: Polity. ISBN 978-0-7456-6007-3
- —— (2013). An inquiry into modes of existence: an anthropology of the moderns. Translated by Catherine Porter. Cambridge, Massachusetts: Harvard University Press. ISBN 978-0-674-72499-0
- —— (2017). Facing Gaia: Eight Lectures on the New Climatic Regime. Translated by Catherine Porter. Cambridge, United Kingdom: Polity Press. ISBN 978-0-7456-8433-8
- —— (2018). Down to Earth: Politics in the New Climatic Regime. England: Polity Press. ISBN 978-1-5095-3059-5
- —— (2021). After Lockdown: A Metamorphosis. England: Polity Press. ISBN 978-1-5095-5002-9

### Capítulos de livros
- ——; Callon, Michel (1992), «Don't throw the baby out with the Bath School! A reply to Collins and Yearley», in:  Pickering, Andrew, Science as practice and culture, ISBN 978-0-226-66801-7, Chicago, Illinois: University of Chicago Press, pp. 343–368.
- —— (1992), «Where are the missing masses? The sociology of a few mundane artifacts», in:  Bijker, Wiebe E.; Law, John, Shaping technology/building society: studies in sociotechnical change, ISBN 978-0-262-52194-9, Cambridge, Massachusetts: MIT Press, pp. 225–258.
- ——; Akrich, Madeline (1992), «A summary of convenient vocabulary for the semiotics of human and nonhuman assemblies», in:  Bijker, Wiebe E.; Law, John, Shaping technology/building society: studies in sociotechnical change, ISBN 978-0-262-52194-9, Cambridge, Massachusetts: MIT Press, pp. 259–264.
- —— (1992), «Whose cosmos, which cosmopolitics? Comments on the peace terms of Ulrich Beck», in:  Robertson-von Trotha, Caroline Y., Kultur und Gerechtigkeit (Kulturwissenschaft interdisziplinär/Interdisciplinary Studies on Culture and Society, Vol. 2), ISBN 978-3-8329-2604-5, Baden-Baden: Nomos.
- —— (2015), «Les « vues » de l'esprit. une introduction à l'anthropologie des sciences et des techniques» [The "views" of the mind: An introduction to the anthropology of science and technology], in:  Emmanuel Alloa, Penser l'image II. Anthropologies du visuel [Think on the image II: Anthropologies of the visual], ISBN 978-2-84066-557-1 (em francês), Dijon: Les presses du réel, pp. 207–256
- —— (2019), «Replies to Question by Daniel Tozzini to Bruno Latour», in:  Daniel Tozzini, Strong Program in Sociology of Knowledge and Actor-Network Theory: the dispute within the Sciences Studies (appendices) (em inglês), UFPR, pp. 435–437

### Artigos de periódicos
- —— (2000). «When things strike back: a possible contribution of 'science studies' to the social sciences» (PDF). British Journal of Sociology. 51 (1): 107–123. doi:10.1111/j.1468-4446.2000.00107.x
- —— (2004). «Why has critique run out of steam? From matters of fact to matters of concern» (PDF). Critical Inquiry. 30 (2): 225–248. doi:10.1086/421123